# El Dorado (Shakira-Album)
El Dorado (span. „Der Goldene“, benannt nach dem Mythos Eldorado) ist das elfte Studioalbum der kolumbianischen Sängerin Shakira, das am 26. Mai 2016 von Sony Music Latin veröffentlicht wurde. Es beinhaltet 13 größtenteils spanischsprachige Tracks, darunter insgesamt sieben Kollaborationen, unter anderem mit den kolumbianischen Künstlern Maluma und Carlos Vives.

## Titelliste
1. Me Enamoré (Shakira, Antonio Rayo) – 3:47
2. Nada (Shakira, Luis Fernando Ochoa) – 3:10
3. Chantaje (feat. Maluma) (Shakira, Juan Arias, Joel Castro, Kevin Londoño, Bryan Chaverra) – 3:16
4. When a Woman (Shakira, Kurtis Mckenzie,Jon Mills, Julia Michaels, Magnus Hoiberg, Justin Tranter) – 3:18
5. Amarillo (Shakira, Luis Fernando Ochoa) – 3:40
6. Perro Fiel (feat. Nicky Jam) (Shakira, Nick Caminero, Cristhian Mena, Juan Medina) – 3:15
7. Trap (feat. Maluma) (Shakira, Juan Arias, Rene Cano, Kevin Londoño, Bryan Chaverra) – 3:20
8. Comme moi (mit Black M) (Shakira, Alpha Diallo, Nasri Atweh, Dadju, Dany Synthé) – 3:08
9. Coconut Tree (Shakira, Luis Fernando Ochoa) – 3:50
10. La Bicicleta (mit Carlos Vives) (Shakira, Carlos Vives, Andrés Castro) – 3:48
11. Deja Vu (mit Prince Royce) (Geoffrey Rojas, Daniel Santacruz, Manny Cruz) – 3:16
12. What We Said (Comme Moi English Version) (feat. Magic!) (Shakira, Alpha Diallo, Nasri Atweh) – 3:00
13. Toneladas (Shakira, Luis Fernando Ochoa) – 3:12

## Rezeption

### Rezensionen
Ulf Kubanke vom Online-Magazin Laut.de bezeichnet das Album als „echtes Two-Face“. Es zeige „eindrucksvoll, warum [Shakiras] Erfolg weltweit ungebrochen ist“, beinhalte aber auch „gehaltlose[] Nullnummern“.

### Preise
- 2018: Grammy in der Kategorie Best Latin Pop Album[2]
- 2018: iHeartRadio Music Awards in der Kategorie Latin Album of the Year[3]
- 2018: Latin Billboard Music Awards in der Kategorie Latin Pop Album of the Year[4]

## Kommerzieller Erfolg

### Chartplatzierungen
| ChartsChartplatzierungen       | Höchstplatzierung | Wochen |
| ------------------------------ | ----------------- | ------ |
| Deutschland (GfK)              | 19 (7 Wo.)        | 7      |
| Österreich (Ö3)                | 10 (4 Wo.)        | 4      |
| Schweiz (IFPI)                 | 3 (21 Wo.)        | 21     |
| Schweiz (Romandie)             | 1 (15 Wo.)        | 15     |
| Spanien (Promusicae)           | 2 (45 Wo.)        | 45     |
| Vereinigte Staaten (Billboard) | 15 (13 Wo.)       | 13     |
| Vereinigtes Königreich (OCC)   | 54 (1 Wo.)        | 1      |

| ChartsJahrescharts (2017) | Platzierung |
| ------------------------- | ----------- |
| Schweiz (IFPI)            | 60          |
| Spanien (Promusicae)      | 21          |

### Auszeichnungen für Musikverkäufe
| Land/Region               | Auszeichnungen für Musikverkäufe (Land/Region, Auszeichnung, Verkäufe) | Verkäufe  |
| ------------------------- | ---------------------------------------------------------------------- | --------- |
| Brasilien (PMB)           | 2× Platin                                                              | 80.000    |
| Frankreich (SNEP)         | Gold                                                                   | 50.000    |
| Italien (FIMI)            | Gold                                                                   | 25.000    |
| Kanada (MC)               | Gold                                                                   | 40.000    |
| Kolumbien (ASINCOL)       | Platin                                                                 | 20.000    |
| Mexiko (AMPROFON)         | 9× Gold                                                                | 270.000   |
| Peru (UNIMPRO)            | Platin                                                                 | 6.000     |
| Polen (ZPAV)              | Platin                                                                 | 20.000    |
| Schweiz (IFPI)            | Platin                                                                 | 20.000    |
| Vereinigte Staaten (RIAA) | Diamant                                                                | 600.000   |
| Insgesamt                 | 4× Gold · 10× Platin · 1× Diamant ·                                    | 1.131.000 |

Hauptartikel: Shakira/Auszeichnungen für Musikverkäufe